# Canto Ostinato
Canto Ostinato is een tonale compositie van variabele lengte voor toetsinstrumenten van de Nederlandse componist Simeon ten Holt (1923-2012). Het stuk werd gecomponeerd tussen 1973 en 1976 onder de naam Perpetuum (toen nog een versie voor 3 piano's en orgel). Een paar maanden voor de eerste uitvoering werd de titel Canto Ostinato gekozen. Canto (cantate) verwijst naar de melodie of een kort muzikaal motief; Ostinato verwijst naar herhaling. De première van het stuk werd uitgevoerd op 25 april 1979 op drie piano's en een klein electronisch orgeltje in de Ruïnekerk te Bergen (Noord-Holland).

## Creatie
Canto Ostinato wordt gerekend tot de minimalistische muziek. Ten Holt schreef het stuk nadat hij was gestopt met het serialisme. Het werk is al spelend op het klavier ontstaan en hij duidde de opbouw liever aan als de ontwikkeling van een genetische code. De componist creëerde meer dan honderd losse korte secties in bes mineur van enkele maten. Uiteindelijk was het componist Andries Hubers die de secties samenvoegde tot een partituur. Daarna bewerkte Ten Holt de partituur nog vaak zodat er uiteindelijk meerdere versies van het stuk ontstonden.

### Opbouw
Volgens pianist Kees Wieringa —die het stuk veel speelde en Ten Holt regelmatig sprak— heeft Canto Ostinato vier duidelijke kenmerken:
1. Het motief (canto) bestaat uit een beperkt aantal muzieknoten. Omdat Ten Holt een meerduidige notatie gebruikte, is het aan de uitvoerenden om te bepalen hoe de noten in de partituur worden gespeeld; bijvoorbeeld legato, staccato, piano, forte, crescendo of diminuendo. Door andere accenten ontstaan andere patronen in het stuk.[10]
2. Het stuk is geschreven in de oneven 10/16 maat. De maat in vijf tellen wijkt sterk af van de meeste gangbare westerse muziek.
3. In het stuk ontstaat het effect van een echo: In het geval van bijvoorbeeld twee piano's, speelt de tweede piano dikwijls eenzelfde noot als de eerste piano, maar telkens een tel later.
4. Sommige secties kunnen worden herhaald; dat is vrij te bepalen door de artiesten.[8] Andere secties vormen een melodische brug die slechts één keer wordt gespeeld.[10][11] Uitvoerenden spreken van tevoren af welke varianten van de secties worden gespeeld, maar spreken slechts beperkt af hoe vaak een bepaalde sectie wordt herhaald. De uitvoerende muzikant beslist dus pas tijdens de uitvoering hoe het stuk zich ontwikkelt.

### Partituur
De partituur van Canto Ostinato heeft één hoofdpartij, aangegeven met accolades. Deze vormt de basis van het stuk en zo is het ook door één pianist te spelen. Onder de hoofdpartij is een extra partij voor de linkerhand en boven de hoofdpartij zijn twee partijen voor de rechterhand. Door de verschillende variaties kunnen de spelers kiezen. Ten Holt gaf veel vrijheid aan de uitvoerenden: het aanleggen van de accenten, welke secties ze wilden spelen, hoe ze omgingen met herhalingen. De partituur diende meer als een schets te worden benaderd dan als een voorschrift. Daarentegen hebben de verschillende secties vaste plekken in de progressie van het stuk die niet verwisseld kunnen worden zonder de melodie te breken. Ten Holt was ook duidelijk in het aan te houden tempo en stond afwijzend tegenover improviseren in de zin van eigenhandig toevoegen van noten.
| Sectienummer      | Aantal maten | Aantal kwintolen per maat | Verschillende einden  | Opmerkingen |
| ----------------- | ------------ | ------------------------- | --------------------- | --- |
| 1                 | 1            | 2                         | —                     | |
| 2                 | 1            | 2                         | —                     | |
| 3                 | 1            | 2                         | —                     | |
| 4                 | 1            | 2                         | —                     | |
| 5                 | 1            | 2                         | —                     | |
| 6                 | 1            | 2                         | —                     | |
| 7                 | 1            | 2                         | —                     | Deze sectie wordt niet herhaald (brug)                                                                               |
| 8                 | 2            | 2                         | —                     | |
| 9                 | 2            | 2                         | Eerste en tweede slot | |
| 10                | 2            | 2                         | Eerste en tweede slot | |
| 11                | 2            | 2                         | Eerste en tweede slot | |
| 12                | 2            | 2                         | Eerste en tweede slot | |
| 13                | 2            | 2                         | —                     | |
| 13A               | 1            | 2                         | —                     | Deze sectie wordt niet herhaald (brug)                                                                               |
| 14                | 2            | 2                         | —                     | |
| 14A               | 1            | 2                         | —                     | Deze sectie wordt niet herhaald (brug)                                                                               |
| 15                | 2            | 2                         | —                     | |
| 15A               | 1            | 3                         | —                     | Deze sectie wordt niet herhaald (brug)                                                                               |
| 16                | 2            | 2                         | —                     | |
| 17                | 5            | 2                         | —                     | |
| 18                | 2            | 2                         | —                     | Deze sectie wordt niet herhaald (brug)                                                                               |
| 19                | 2            | 2                         | —                     | |
| 20                | 5            | 2                         | —                     | |
| 21                | 2            | 2                         | —                     | Deze sectie wordt niet herhaald (brug)                                                                               |
| 22                | 2            | 2                         | —                     | |
| 23                | 2            | 2                         | —                     | |
| 24                | 2            | 2                         | —                     | |
| 25                | 2            | 2                         | Eerste en tweede slot | |
| 26                | 2            | 2                         | —                     | |
| 27                | 2            | 2                         | —                     | |
| 28                | 2            | 2                         | —                     | |
| 29                | 2            | 2                         | —                     | |
| 30                | 1            | 2                         | —                     | |
| 31                | 1            | 2                         | —                     | |
| 32                | 1            | 2                         | —                     | |
| 32A               | 1            | 2                         | —                     | Deze sectie wordt niet herhaald (brug)                                                                               |
| 33                | 1            | 2                         | —                     | |
| 34                | 1            | 2                         | —                     | |
| 34A               | 1            | 3                         | —                     | Deze sectie wordt niet herhaald (brug)                                                                               |
| 35                | 1            | 2                         | —                     | |
| 36                | 1            | 2                         | —                     | |
| 37                | 1            | 2                         | —                     | |
| 38                | 1            | 2                         | —                     | |
| 39                | 1            | 2                         | —                     | |
| 40                | 1            | 2                         | —                     | |
| 41                | 1            | 1                         | —                     | |
| 42                | 1            | 1                         | —                     | |
| 43                | 1            | 1                         | —                     | |
| 44                | 1            | 1                         | —                     | |
| 45                | 1            | 1                         | —                     | |
| 46                | 1            | 1                         | —                     | |
| 47                | 1            | 1                         | —                     | |
| 48                | 1            | 1                         | —                     | |
| 49                | 1            | 1                         | —                     | |
| 50                | 1            | 1                         | —                     | |
| 51                | 1            | 1                         | —                     | |
| 52                | 1            | 1                         | —                     | |
| 53                | 1            | 1                         | —                     | |
| 54                | 1            | 1                         | —                     | |
| 55                | 1            | 1                         | —                     | |
| 56                | 1            | 1                         | —                     | |
| 57                | 1            | 1                         | —                     | |
| 58                | 1            | 1                         | —                     | |
| 59                | 1            | 1                         | —                     | |
| 60                | 1            | 1                         | —                     | In dit segment wordt elke sectie viermaal herhaald; vervolgens worden alle negen secties opnieuw ad libitum herhaald |
| 61                | 1            | 1                         | —                     | In dit segment wordt elke sectie viermaal herhaald; vervolgens worden alle negen secties opnieuw ad libitum herhaald |
| 62                | 1            | 1                         | —                     | In dit segment wordt elke sectie viermaal herhaald; vervolgens worden alle negen secties opnieuw ad libitum herhaald |
| 63                | 1            | 1                         | —                     | In dit segment wordt elke sectie viermaal herhaald; vervolgens worden alle negen secties opnieuw ad libitum herhaald |
| 64                | 1            | 1                         | —                     | In dit segment wordt elke sectie viermaal herhaald; vervolgens worden alle negen secties opnieuw ad libitum herhaald |
| 65                | 1            | 1                         | —                     | In dit segment wordt elke sectie viermaal herhaald; vervolgens worden alle negen secties opnieuw ad libitum herhaald |
| 66                | 1            | 1                         | —                     | In dit segment wordt elke sectie viermaal herhaald; vervolgens worden alle negen secties opnieuw ad libitum herhaald |
| 67                | 1            | 1                         | —                     | In dit segment wordt elke sectie viermaal herhaald; vervolgens worden alle negen secties opnieuw ad libitum herhaald |
| 68                | 1            | 1                         | —                     | In dit segment wordt elke sectie viermaal herhaald; vervolgens worden alle negen secties opnieuw ad libitum herhaald |
| 69                | 1            | 2                         | —                     | |
| 70                | 1            | 2                         | —                     | |
| 71                | 1            | 2                         | —                     | |
| 72                | 1            | 2                         | —                     | |
| 73                | 1            | 2                         | —                     | |
| 74                | 9            | 2                         | —                     | Thema |
| 75                | 4            | 2                         | —                     | Deze sectie wordt niet herhaald                                                                                      |
| 76                | 4            | 2                         | —                     | Deze sectie wordt niet herhaald                                                                                      |
| 77                | 4            | 2                         | —                     | Deze sectie wordt niet herhaald                                                                                      |
| 78                | 2            | 2                         | —                     | |
| 79                | 4            | 2+2+2+3                   | —                     | Deze sectie wordt niet herhaald                                                                                      |
| 80                | 9            | 2                         | —                     | Deze sectie is een niet herhaalde toegift van sectie 74.                                                             |
| 81                | 2            | 2                         | —                     | |
| 82                | 2            | 2                         | —                     | |
| 83                | 4            | 2                         | Eerste en tweede slot | |
| 84                | 2            | 2                         | —                     | |
| 85                | 1            | 3                         | —                     | (Brug) |
| 86                | 1            | 2                         | —                     | Crescendo |
| 87                | 1            | 2                         | —                     | (Diminuendo) |
| 88A               | 1            | 2                         | —                     | In sectie 88 speelt de vierde piano verschillende cellen ad libitum                                                  |
| 88A (Variatie I)  | 1            | 2                         | —                     | |
| 88A (Variatie II) | 1            | 2                         | —                     | |
| 88B               | 2            | 2                         | —                     | |
| 88A               | 1            | 2                         | —                     | |
| 88B               | 2            | 2                         | —                     | |
| 88A (Variatie)    | 1            | 2                         | —                     | |
| 88B (Variatie)    | 2            | 2                         | —                     | |
| 88A               | 1            | 2                         | —                     | |
| 88A               | 1            | 2                         | —                     | |
| 88B               | 2            | 2                         | —                     | |
| 88A               | 1            | 2                         | —                     | |
| 88C               | 2            | 2                         | —                     | |
| 88A               | 1            | 2                         | —                     | |
| 88B               | 2            | 2                         | —                     | |
| 88A               | 1            | 2                         | —                     | |
| 88C               | 2            | 2                         | —                     | |
| 88C (Variatie)    | 2            | 2                         | —                     | |
| 88A               | 1            | 2                         | —                     | |
| 88B               | 2            | 2                         | —                     | |
| 88A               | 1            | 2                         | —                     | |
| 88E               | 1            | 2                         | —                     | |
| 88A               | 1            | 2                         | —                     | |
| 88B               | 2            | 2                         | —                     | |
| 88E               | 1            | 2                         | —                     | |
| 88A               | 1            | 2                         | —                     | |
| 88B               | 2            | 2                         | —                     | |
| 88E (Variatie)    | 2            | 2                         | —                     | |
| 88A               | 1            | 2                         | —                     | |
| 88F               | 4            | 2                         | —                     | |
| 88A               | 2            | 2                         | —                     | |
| 88F (Variatie)    | 4            | 2                         | —                     | |
| 88A               | 1            | 2                         | —                     | |
| 88B               | 2            | 2                         | —                     | |
| 88C               | 2            | 2                         | —                     | |
| 88C (Variatie)    | 2            | 2                         | —                     | |
| 88A               | 1            | 2                         | —                     | |
| 88E               | 1            | 2                         | —                     | |
| 88E (Variatie)    | 2            | 2                         | —                     | |
| 88G               | 2            | 2                         | —                     | Deze sectie wordt niet herhaald                                                                                      |
| 88H               | 1            | 2                         | —                     | |
| 88E               | 1            | 2                         | —                     | Deze sectie wordt niet herhaald (brug)                                                                               |
| 88A               | 1            | 2                         | —                     | |
| 88B               | 2            | 2                         | —                     | |
| 88C               | 2            | 2                         | —                     | |
| 88C (Variatie)    | 2            | 2                         | —                     | |
| 88G               | 2            | 2                         | —                     | Deze sectie wordt niet herhaald                                                                                      |
| 88H               | 1            | 2                         | —                     | |
| 88I               | 2            | 2                         | —                     | |
| 88G               | 2            | 2                         | —                     | Deze sectie wordt niet herhaald                                                                                      |
| 88H               | 1            | 2                         | —                     | |
| 88I               | 2            | 2                         | —                     | Deze sectie wordt niet herhaald (brug)                                                                               |
| 88K               | 4            | 2                         | —                     | |
| 88F               | 2            | 2                         | —                     | |
| 88G               | 2            | 2                         | —                     | Deze sectie wordt niet herhaald                                                                                      |
| 88H               | 1            | 2                         | —                     | |
| 88I               | 2            | 2                         | —                     | |
| 88F               | 2            | 2                         | —                     | |
| 88G               | 2            | 2                         | —                     | Deze sectie wordt niet herhaald                                                                                      |
| 88H               | 1            | 2                         | —                     | |
| Ongenummerd       | 1            | 3                         | —                     | Deze sectie wordt niet herhaald (brug)                                                                               |
| 89                | 1            | 2                         | —                     | Crescendo |
| 90                | 1            | 2                         | —                     | Diminuendo |
| 91A               | 1            | 2                         | —                     | In sectie 91 speelt de vierde piano verschillende cellen ad libitum                                                  |
| 91B               | 2            | 2                         | —                     | |
| 91A               | 1            | 2                         | —                     | |
| 91B               | 2            | 2                         | —                     | |
| 91A               | 1            | 2                         | —                     | |
| 91C               | 2            | 2                         | —                     | |
| 91A               | 1            | 2                         | —                     | |
| 91B               | 2            | 2                         | —                     | |
| 91A               | 1            | 2                         | —                     | |
| 91C               | 2            | 2                         | —                     | |
| 91D               | 2            | 2                         | —                     | |
| 91A               | 1            | 2                         | —                     | |
| 91B               | 2            | 2                         | —                     | |
| 91A               | 1            | 2                         | —                     | |
| 91E               | 1            | 2                         | —                     | |
| 91A               | 1            | 2                         | —                     | |
| 91F               | 2            | 2                         | —                     | |
| 91A               | 1            | 2                         | —                     | |
| 91B               | 2            | 2                         | —                     | |
| 91C               | 2            | 2                         | —                     | |
| 91G               | 2            | 2                         | —                     | |
| 91C               | 2            | 2                         | —                     | |
| 91F               | 2            | 2                         | —                     | |
| 91A               | 1            | 2                         | —                     | |
| 91B               | 2            | 2                         | —                     | |
| 91H               | 2            | 2                         | —                     | Deze sectie wordt niet herhaald                                                                                      |
| 91I               | 1            | 2                         | —                     | |
| 91E               | 1            | 2                         | —                     | |
| 91A               | 1            | 2                         | —                     | |
| 91B               | 2            | 2                         | —                     | |
| 91H               | 2            | 2                         | —                     | Deze sectie wordt niet herhaald                                                                                      |
| 91I               | 1            | 2                         | —                     | |
| Geen nummer       | 5            | 2+2+2+2+1                 | —                     | Deze sectie wordt niet herhaald (brug)                                                                               |
| 92                | 1            | 4                         | —                     | |
| 93                | 1            | 4                         | —                     | |
| 94                | 1            | 4                         | —                     | |
| 95                | 9            | 4                         | —                     | Thema |
| 96                | 4            | 4                         | —                     | Deze sectie wordt niet herhaald                                                                                      |
| 97                | 4            | 4                         | —                     | Deze sectie wordt niet herhaald                                                                                      |
| 98                | 2            | 4                         | —                     | Deze sectie wordt niet herhaald                                                                                      |
| 99                | 2            | 4                         | —                     | Deze sectie wordt niet herhaald                                                                                      |
| 100               | 2            | 4                         | —                     | |
| 101               | 4            | 2+2+2+3                   | —                     | Deze sectie wordt niet herhaald                                                                                      |
| 102               | 9            | 2                         | —                     | Deze sectie is een niet herhaalde toegift van sectie 95                                                              |
| 103               | 2            | 2                         | —                     | |
| 104               | 2            | 2                         | —                     | |
| 105               | 4            | 2                         | Eerste en tweede slot | |
| 106               | 2            | 2                         | —                     | |

### Speelduur
De speelduur kan variëren van zestig minuten tot enkele uren. Over de lengte van de uitvoeringen zegt Ten Holt in zijn memoires: "Ook de veronderstelling van hoe-langer-hoe-beter is een vergissing als de spanning tussen twee tijdpunten ontbreekt en er niet meer klinkt dan zinloze herhaling van hetzelfde".

## Uitvoeringen
De componist schrijft in de inleiding van de partituur: "Er zijn andere combinaties mogelijk waarbij toetsinstrumenten aan de orde zijn. Maar de uitvoering met vier piano's heeft de voorkeur". Het Rondane Kwartet, waarvan de componist zelf de cd-opname bekostigde, is hiervan een voorbeeld. De compositie wordt echter ook uitgevoerd op één piano (bijvoorbeeld door Ivo Janssen , Jeroen van Veen en Wim te Groen), of één piano in een quatre-mainsversie (Zwaan Stam en Eric Langedijk) en variërend van twee tot zes piano's. Daarnaast zijn er uitvoeringen voor onder andere marimba (Peter Elbertse), kerkorgel (Aart Bergwerff, Toon Hagen), synthesizer (Sandra en Jeroen van Veen), harp (Assia Cunego), harp met elektronische muziek (InnerAct), saxofoon (Nederlands Saxofoon Octet, Sax Society), strijkinstrumenten (Cello8ctet Amsterdam, Matangi Quartet), geprepareerde piano's (Sandra en Jeroen van Veen), beiaard (Arie Abbenes, Rosemarie Seuntiëns, Malgosia Fiebig), verschillende (elektronische) piano's en orgels (Erik Hall & Jeroen van Veen) en orkest (Victor Kraus Group).
In Muziekbus zegt Ten Holt over al de verschillende uitvoeringen: ...en die interpretaties verschillen sterk. Zo zelfs dat ik bepaalde interpretaties niet meer als mijn stuk beschouwde. Ik werd bijvoorbeeld wel boos toen ze van de melodiepassage een soort fuga gingen maken. Stilwiderlich noem je dat in het Duits, het hoort niet in de stijl thuis. Net alsof je Middeleeuwse muziek met Mozart combineert. En dan is er ook een uitvoering op cd waarop maar de helft van Canto Ostinato wordt gespeeld, met voor de smulpapen aan het slot nog even die melodiepassage. Dat vind ik degoutant, te veel op de verkoop gericht.

### Bekendheid en locaties
Van de cd die Polo de Haas en Kees Wieringa in 1996 van Canto Ostinato maakten, werden meer dan 15.000 exemplaren verkocht: een unicum voor een Nederlandse componist van 'serieuze muziek'. Als oorzaak daarvan kan wellicht worden aangemerkt dat deze eigentijdse klassieke muziek overwegend tonale harmonieën gebruikt. Pianist Jeroen Van Veen kreeg in 2016 een de NPO Radio4 prijs uitgereikt en een unieke prijs voor het verkopen van 100.000 Canto Ostinato exemplaren. 
De status die Canto bij het publiek gekregen heeft, is mogelijk ook een gevolg van de locaties en de uitvoeringen die zijn georganiseerd:
- In 2010 werd het ballet Bullet Proof Mamma van de Israëlische choreograaf Itzik Galili uitgevoerd op de muziek van de Canto; een versie voor prepared piano door Jeroen van Veen.
- Op 26 juni 2010 door vier pianisten ( Sandra & Jeroen van Veen, Fred Oldenburg, Tamara Rumiantsev) in de hal van het hoofdstation van Groningen en op 14 augustus van datzelfde jaar een bespeling van de beiaard van de Dom van Utrecht.
- Jeroen en Sandra van Veen geven sinds 2012 ligconcerten van het stuk in Nederlandse schouwburgen. Een dergelijk ligconcert werd in 2014 ook gegeven in het SBS6-programma Utopia
- Cello8ctet Amsterdam voerde het werk in 2012 uit tijdens het Amsterdamse Grachtenfestival, in de nog lege Metrotunnel van de Noord/Zuidlijn.
- Sinds 2014 toert Het Mallet Collective Amsterdam door Nederland: twee marimba's en twee vibrafoons, geregeld aangevuld met pianist Ivo Janssen.
- Op 21 augustus 2016 voerden Jeroen en Sandra van Veen het werk uit op de 30e editie van de Dag van de Romantische Muziek in het Park bij de Euromast te Rotterdam.[20]
- Op 26 augustus 2016 voerde Cello8ctet Amsterdam het werk uit tijdens het openingsconcert van het Zeeland Nazomer Festival op het Abdijplein in Middelburg.
- Het Concertgebouw Amsterdam laat jaarlijks de Canto Ostinato uitvoeren door vier pianisten(Van Veen & Friends). De afgelopen 13 edities waren allemaal uitverkocht.

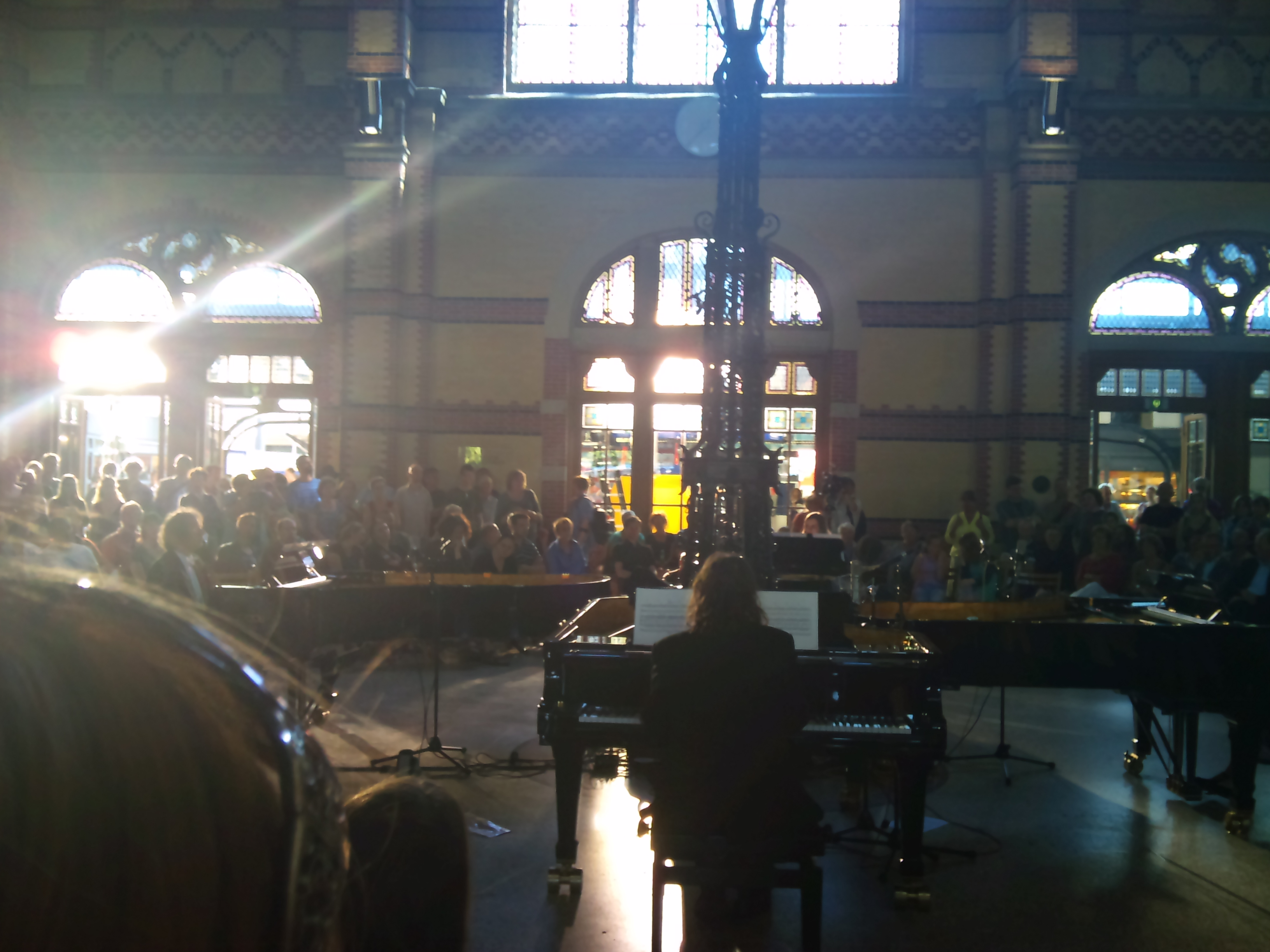
Canto Ostinato in Station Groningen (2010)
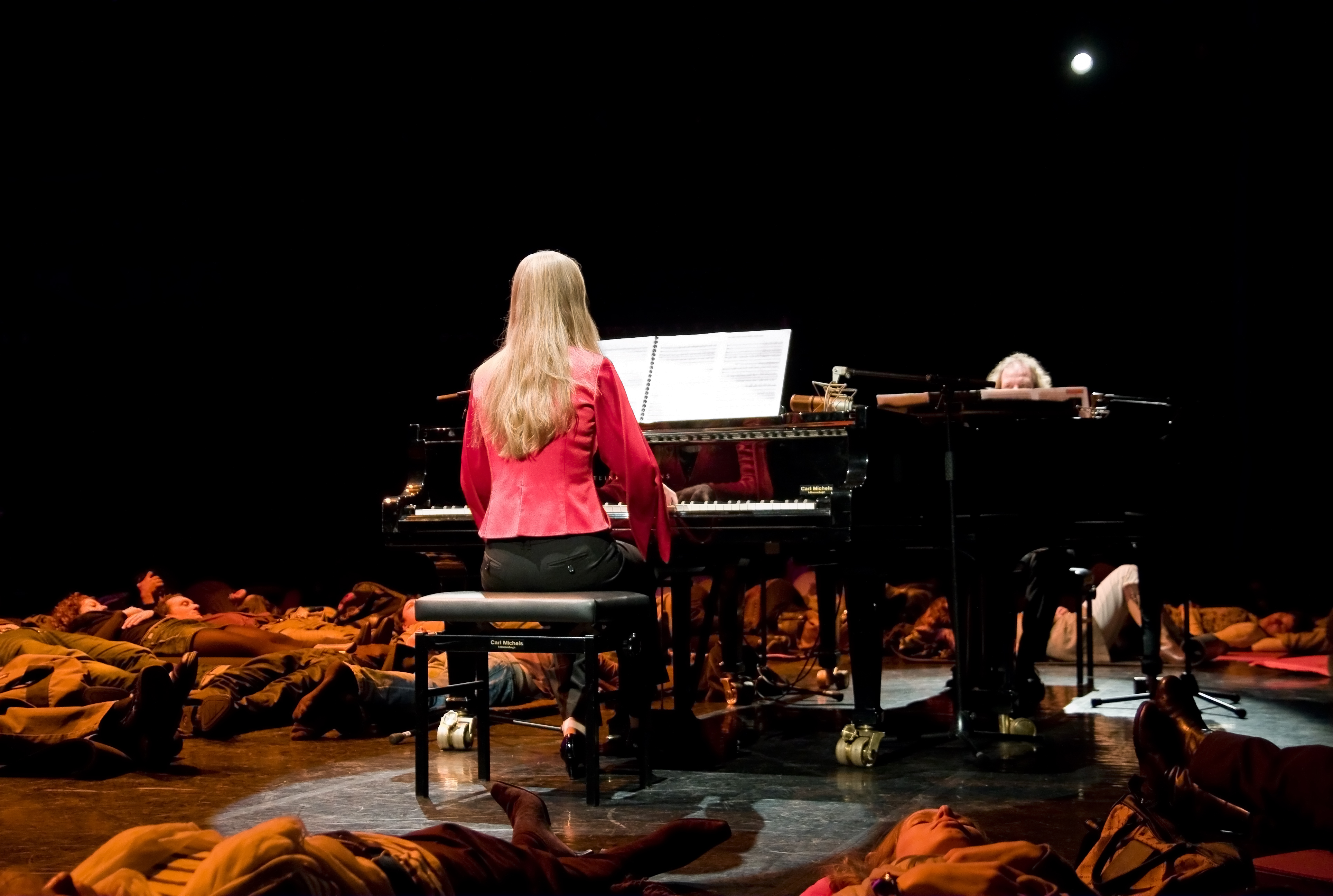
Canto Ostinato in Theater De Regentes door Jeroen en Sandra van Veen (2011)
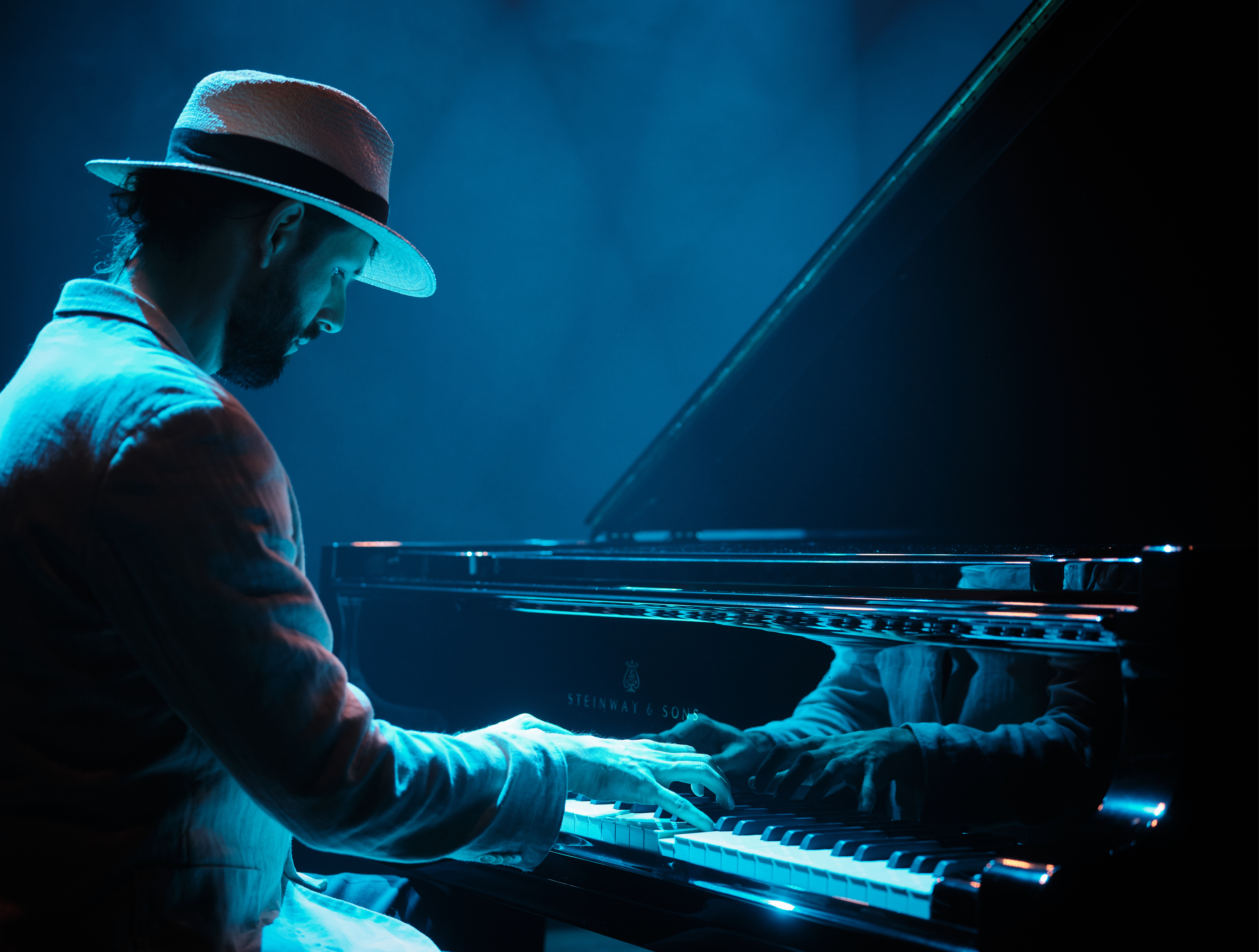
Uitvoering door Wim te Groen (2019)

- In het boek 'Ventoux' van Bert Wagendorp wordt er verwezen naar het stuk tijdens de proclamatie van de verteller.

## Documentaire en boek
In 2011 maakte de Nederlandse documentairemaker Ramón Gieling de film Over Canto over de compositie en de invloed die deze op mensen kan hebben. Ook in dat jaar verscheen het boek Canto Ostinato van Wilma de Rek.

### Overzicht
- S. ten Holt (1976-79). Canto Ostinato voor toetsinstrumenten. Inleiding op de partituur. Amsterdam: Donemus.